# Leyton Orient Football Club 2015-2016
Questa voce raccoglie le informazioni riguardanti il Leyton Orient Football Club nelle competizioni ufficiali della stagione 2015-2016.

## Rosa
| N. |                        | Ruolo | Calciatore     |
| -- | ---------------------- | ----- | -------------- |
| 1  | Australia (bandiera)   | P     | Alex Cisak     |
| 2  | Inghilterra (bandiera) | D     | Sean Clohessy  |
| 3  | Inghilterra (bandiera) | D     | Frazer Shaw    |
| 4  | Inghilterra (bandiera) | D     | Connor Essam   |
| 5  | Irlanda (bandiera)     | D     | Alan Dunne     |
| 6  | Francia (bandiera)     | D     | Mathieu Baudry |
| 7  | Inghilterra (bandiera) | C     | Dean Cox       |
| 8  | Galles (bandiera)      | C     | Lloyd James    |
| 9  | Inghilterra (bandiera) | A     | Ollie Palmer   |
| 10 | Inghilterra (bandiera) | A     | Paul McCallum  |
| 11 | Giamaica (bandiera)    | C     | Jobi McAnuff   |
| 12 | Inghilterra (bandiera) | C     | Jack Payne     |

| N. |                        | Ruolo | Calciatore        |
| -- | ---------------------- | ----- | ----------------- |
| 14 | Inghilterra (bandiera) | C     | Sammy Moore       |
| 16 | Inghilterra (bandiera) | C     | Harry Lee         |
| 17 | Inghilterra (bandiera) | C     | Blair Turgott     |
| 18 | Zimbabwe (bandiera)    | C     | Bradley Pritchard |
| 19 | Inghilterra (bandiera) | C     | Scott Kashket     |
| 20 | Zimbabwe (bandiera)    | D     | Adam Chicksen     |
| 21 | Inghilterra (bandiera) | P     | Charlie Grainger  |
| 23 | Inghilterra (bandiera) | C     | Freddy Moncur     |
| 25 | Inghilterra (bandiera) | D     | Sam Ling          |
| 27 | Inghilterra (bandiera) | A     | Jay Simpson       |
| 32 | Inghilterra (bandiera) | A     | John Marquis      |
| 44 | Inghilterra (bandiera) | C     | Kevin Nolan       |